# Die Wende

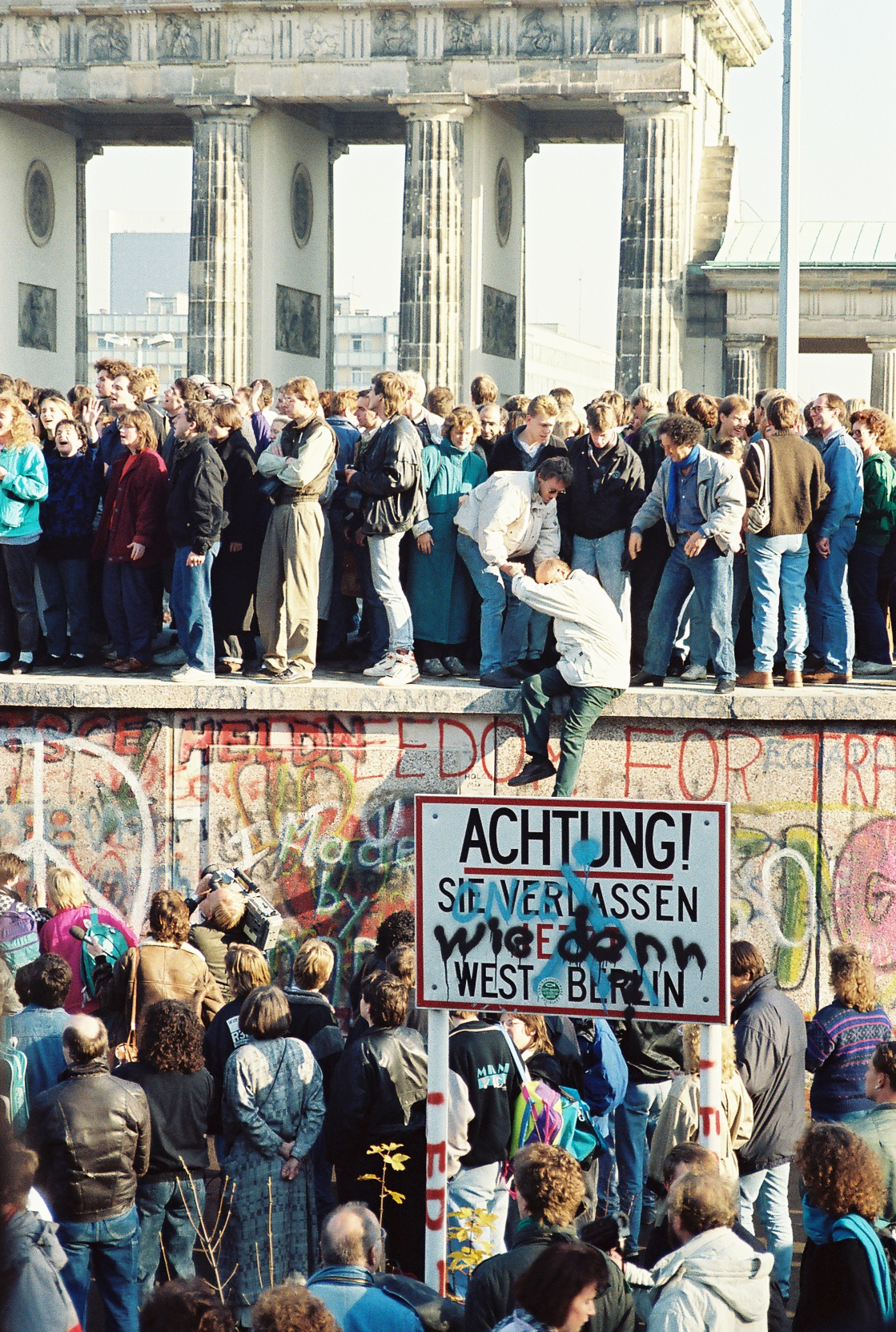
Il muro di Berlino vicino alla Porta di Brandeburgo, 10 novembre 1989

Die Wende ("La svolta") è il termine in tedesco utilizzato per indicare l'intero processo di passaggio nella Repubblica Democratica Tedesca dal governo del Partito Socialista Unificato di Germania (SED) e dall'economia pianificata, fino alla rinascita della democrazia parlamentare e dell'economia di mercato, tra il 1989 ed il 1990. Comprende numerosi processi ed eventi che hanno portato al cambiamento finale:
- La Rivoluzione pacifica durante il governo in Unione Sovietica di Michail Gorbačëv, un periodo di proteste di massa e dimostrazioni (Montagsdemonstrationen ovvero le "Manifestazioni di lunedì") e la Manifestazione di Alexanderplatz contro il sistema politico della RDT e per i diritti civili e umani[1] verso la fine del 1989
- La caduta del muro di Berlino il 9 novembre 1989 a seguito della conferenza stampa organizzata dal Politbüro durante la quale Günter Schabowski dichiara l'apertura dei checkpoint di confine
- Il passaggio alla democrazia nella RDT successivo alla Rivoluzione pacifica, portando all'indizione delle uniche elezioni veramente democratiche per la Volkskammer il 18 marzo 1990.[2]
- Il processo di riunificazione tedesca che porterà all'Einigungsvertrag (Trattato d'Unificazione) del 31 agosto 1990, al trattato sullo stato finale della Germania del 12 settembre 1990 e all'annessione finale alla Repubblica Federale Tedesca dei cinque ristabiliti Länder tedeschi orientali.

La parola tedesca Wende ha assunto successivamente un nuovo significato: la frase 'Seit der Wende', letteralmente 'Sin dal cambiamento', significa 'Sin dalla riunificazione' o 'Sin dal crollo del muro'. Questo periodo è evidenziato dal sostegno dei Tedeschi occidentali nei confronti della Germania orientale per un investimento totale di 775 miliardi $ in oltre 10 anni. Per certi aspetti, la Germania è ancora nel mezzo del Nachwendezeit (periodo post-Wende): esistono ancora delle differenze tra est ed ovest, e un processo di "riunificazione interna" non è ancora finito.
Alcune scelte furono particolarmente infelici quali il cambio di 1:1 sui conti correnti ma solo fino a 4000 marchi , poi le conversioni avvenivano a scaglioni di 1:2 ed 1:3; un colpo decisivo fu dato all'industria della DDR e alle merci vendute nei supermercati dove fu imposto il cambio di 1:1, portando al collasso l'economia della DDR ed al fallimento di quasi tutte le attività. Questo fu tanto più vero che appena un anno dopo le manifestazioni di Lipsia 3.000.000 di tedeschi orientale scesero in piazza sempre a Lipsia ma contro il governo federale.
Questo cambiamento fondamentale ha segnato la riunificazione della Germania. Il termine venne usato per la prima volta pubblicamente il 18 ottobre 1989 in un discorso del leader ad interim della RDT Egon Krenz (il termine verrà utilizzato due giorni prima sulla copertina dell'influente settimanale tedesco Der Spiegel). Mentre inizialmente il termine si riferiva alla fine del vecchio governo della RDT, in seguito è diventato il sinonimo del crollo del muro e della Germania orientale, e anche dell'intera cortina di ferro e del socialismo di Stato del blocco orientale.